# إيليا فولكوف
إيليا فولكوف (27 يوليو 1996 - ) هو لاعب كرة قدم روسي في مركز الوسط. لعب مع ميتالورج كوزباس نوفوكوزنتسك.

## وصلات خارجية
- إيليا فولكوف على موقع قاعدة بيانات كرة القدم.إي يو (الإنجليزية)